# روبرتو آلامو
روبرتو آلامو (اسپانیایی: Roberto Álamo‎؛ زادهٔ ۱۹۷۰) بازیگر اهل اسپانیا است.
از فیلم‌ها یا برنامه‌های تلویزیونی که وی در آن نقش داشته است، می‌توان به عروس کولی، حمله به بانک مرکزی، شب پادشاهان، چندی بعد، این به نفع خود شماست، چشم‌هایم برای تو، خانواده بزرگ اسپانیایی و پوستی که در آن زندگی می‌کنم اشاره کرد.